# Wayne Hays

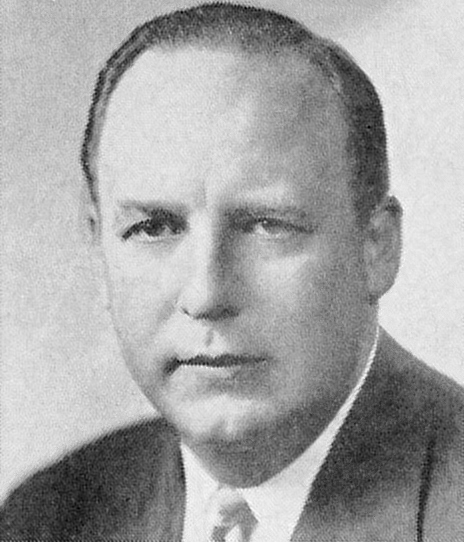
Wayne Hays, um 1960

Wayne Levere Hays (* 13. Mai 1911 im Richland Township, Ohio; † 13. Februar 1989 in Wheeling, West Virginia) war ein US-amerikanischer Politiker der Demokratischen Partei. Vom 3. Januar 1949 bis zum 1. September 1976 war er Mitglied des Repräsentantenhauses der Vereinigten Staaten für den 18. Kongressdistrikt des Bundesstaates Ohio.

## Leben
Hays wurde im Osten Ohios geboren. 1933 graduierte er an der Ohio State University. Von 1939 bis 1945 sammelte er erste kommunalpolitische Erfahrungen. In dieser Zeit diente er als Bürgermeister von Flushing. Gleichzeitig zu diesem Amt saß Hays von 1914 bis 1942 im Senat von Ohio. Von 1945 bis 1949 war er vier Jahre lang Commissioner im Belmont County. 1941 wurde Hays zum Militärdienst bei der US Army einberufen. 1942 wurde er aufgrund medizinischer Probleme aus dem Militärdienst entlassen.
Bei den Kongresswahlen 1948 wurde Hays als Kandidat der Demokraten im 18. Kongressdistrikt von Ohio ins US-Repräsentantenhaus gewählt. Insgesamt gelangen ihm 13 Wiederwahlen. Während dieser Zeit war er von 1971 bis zu seinem Rücktritt Vorsitzender des einflussreichen United States House Committee on House Administration. Zu den Präsidentschaftswahlen 1972 erhielt Hays 5 Stimmen bei der Democratic National Convention, ohne jedoch eine Kandidatur angekündigt zu haben. Am 1. September 1976 trat Hays von seinem Mandat aufgrund eines Sex-Skandals zurück. Von 1979 bis 1981 war Hays nochmals politisch aktiv, er saß in dieser Zeit im Repräsentantenhaus von Ohio.
Hays starb 1989 in Wheeling in West Virginia. Er wurde auf dem Saint Clairsville Union Cemetery in St. Clairsville beigesetzt.